# Gerhard Voß (Pastor)
Gerhard Karl Wilhelm Voß (* 1. März 1934 in Neubrandenburg; † 23. Mai 2025 in Braunschweig) war ein deutscher evangelisch-lutherischer Theologe und Pastor, zuletzt an der Stadtkirche Goldberg, der im Ruhestand in Güstrow lebte und sich als Prediger in niederdeutscher Sprache und Autor über jüdische Friedhöfe in Mecklenburg hervortat.

## Leben und Werk
Gerhard Voß wurde als Sohn eines Steuerpraktikanten und dessen Frau geboren. Er legte 1958 sein erstes theologisches Examen in Rostock ab und wurde 1959 noch als Vikar zum Pastor ordiniert. Er feierte 2019 in Güstrow sein 60-jähriges Ordinationsjubiläum.
Von 1960 bis 1970 war er Pastor in Schwichtenberg und von 1970 bis 1999 Pastor an der Stadtkirche Goldberg.
Er war Mitglied im Arbeitskreis „Plattdüütsch in de Kirch – Meckelborger Arbeitskrink“ und im Kunst- und Altertumsverein Güstrow e.V.
Als Autor befasste er sich u. a. mit jüdischen Friedhöfen in Mecklenburg. Er publizierte wie sein Schweriner Amtsbruder und Namensvetter Gerhard Voß in der Zeitschrift Mecklenburgia sacra.
Im Dezember 1989, nach der Wende, gründete er den Runden Tisch der Stadt Goldberg und arbeitete mit seinem Amtsbruder Egon Wulf (Woosten) auf Kreisebene zusammen, der den dortigen Runden Tisch leitete.
Gerhard Voß fand auf dem Friedhof in Dobbertin seine letzte Ruhe.

## Trivia
Neben seinem verstorbenen Amtsbruder und Namensvetter in Schwerin Gerhard Voß gibt es in Esslingen einen weiteren Namensvetter, den evangelischen Pfarrer und Oberstudienrat im Ruhestand Gerhard Voss (* 7. September 1941 in Gingen an der Fils), der sich seit den 1990er-Jahren zusammen mit dem Kreisjugendring Esslingen für die Restaurierung des jüdischen Friedhofes im polnischen Pruszków und zusammen mit dem Verein „Denk-Zeichen“ für den Erhalt des jüdischen Friedhofs in Esslingen eingesetzt hat. Ein anderer Namensträger, Lehrersohn aus Schlicht bei Feldberg, nahm 1921 als einer von zehn Primanern und Studenten an der Rethra-Grabung von Carl Schuchhardt auf dem Schloßberg bei Feldberg teil.

## Veröffentlichungen (Auswahl)

### Als Autor
- Jüdische Friedhöfe in Mecklenburg – eine Bestandsaufnahme. In: Studienhefte zur mecklenburgischen Kirchengeschichte, Heft 1, 1993, S. 5–15.
- Jüdische Mitbürger. In: Festschrift zum Jubiläum der Stadt Goldberg (1997), S. 45–48.
- Wir sind dabeigewesen. Die Wende in Goldberg. In: Festschrift zum Jubiläum der Stadt Goldberg (1997), S. 95–96.
- Der Freitod des Großherzogs Adolf Friedrich VI. am 23. Februar 1918 und seine staatsrechtlichen Konsequenzen. In: Michael Bunners, Erhard Piersig (Hrsg.): Mecklenburgia Sacra. Jahrbuch für Mecklenburgische Kirchengeschichte. Band 3. Redaria, Wismar 2000, S. 157–167.
- Prinzessin Augusta von Mecklenburg-Güstrow und der Darguner Pietismus (Vortrag). In: Mecklenburgia Sacra. Jahrbuch für Mecklenburgische Kirchengeschichte. Band 15. Redaria, Wismar 2012, S. 127–143.
- Jüdische Friedhöfe in Mecklenburg als Erinnerungsorte. In: Thomas Klie, Sieglinde Sparre (Hrsg.): Erinnerungslandschaften. Friedhöfe als kulturelles Gedächtnis. (Praktische Theologie heute, Band 149). Stuttgart; Kohlhammer 2016, S. 187–198.[15]
- Ernst Voß (1886–1936). Ein Leben für die Volksmission. In: Mecklenburgia Sacra. Jahrbuch für Mecklenburgische Kirchengeschichte. Band 18. Redaria, Wismar 2017, S. 132–143.

### Als Rezensent
- Heinrich Kröger: Plattdüütsch in de Kark in drei Jahrhunderten. Band 1: 18. und 19. Jahrhundert. Lutherisches Verlagshaus. Hannover 1996, ISBN 3-7859-0722-2, 388 S.; Band 2: 20. Jahrhundert. Missionshandlung Hermannsburg 2001, ISBN 3-87546-153-3, 480 S.; Band 3: Quellen und Lesetexte 18.–20. Jahrhundert. Missionshandlung Hermannsburg 1998, ISBN 3-87546-144-4, 232 S. In: Mecklenburgia Sacra. Jahrbuch für Mecklenburgische Kirchengeschichte. Band 6. Wismar, Wismar 2003, S. 188–190.
- Helmut Borth: Tödliche Geheimnisse. Das Fürstenhaus Mecklenburg-Strelitz. Ende ohne Glanz und Gloria. Steffen Verlag, Friedland 2007. In: Mecklenburgia Sacra. Jahrbuch für Mecklenburgische Kirchengeschichte. Band 11. Redaria, Wismar 2008, S. 187–188.
- Theodor Kliefoth in seiner Zeit als Prinzenerzieher. Seine Briefe an Carl Christian Budler (1807–1856) aus den Jahren 1833–1840. Übertragen und bearbeitet von Erhard Piersig. (NOVA MONUMENTA RERUM MEGAPOLENSIUM; Band 5). Redarius Verlag, Wismar 2010, 126 S. ISBN 978-3-941917-02-6. In: Mecklenburgia Sacra. Jahrbuch für Mecklenburgische Kirchengeschichte. Band 13. Redaria, Wismar 2010, S. 189–190.
- Christian Bunners: Protestantismus und Literatur. Der Dichter Fritz Reuter (1810–1874). In: Mecklenburgia Sacra. Jahrbuch für Mecklenburgische Kirchengeschichte. Band 17.  Redaria, Wismar 2015, S. 225–228.